# Shohei Ono
Shohei Ono (n. 3 februarie 1992, Yamaguchi, Japonia) este un judocan ce a reprezentat Japonia, medaliat olimpic. A participat la 2 ediții ale Jocurilor Olimpice (2016, 2020) în care a câștigat 2 medalii de aur.